# AMD K6
A K6 mikroprocesszort az AMD bocsátotta ki 1997-ben. A legfőbb előnye ennek a modellnek az volt, hogy pontosan ugyanakkora volt és ugyanolyan csatlakozókkal volt fölszerelve, mint az akkori létező Pentium márkájú CPU-k. Úgy is reklámozták, mint egy olyan terméket, amely az Intel Pentium II teljesítményét nyújtja, de jelentősen alacsonyabb áron. A K6-os processzor jelentős hatással volt a piacra és komoly konkurenciát jelentett az Intelnek.

## Háttér

Az AMD K6 architektúrája

A AMD K6 egy szuperskalár P5 mikroarchitektúrájú Pentium-osztályú mikroprocesszor, az AMD gyártotta, és amely az AMD K5-ös processzort váltotta fel. Az AMD K6 a NexGen Nx686 mikroprocesszorán alapult, amelyet a NexGen éppen akkor fejlesztett, amikor megvásárolta az AMD. A neve ellenére, amely azt sugallja, hogy a K5-ös processzor valamiféle leszármazottja, ez egy teljesen különböző kialakítás, amely teljes mértékben a NexGen fejlesztőcsapat alkotása, vezető processzortervezőjükkel, Greg Favor-ral az élén, amelyet az AMD igényeihez alakítottak. A K6 processzor tartalmazott egy visszacsatolt dinamikus utasítás-átrendező mechanizmust, az MMX utasításkészletet, és egy lebegőpontos egységet (FPU) A processzor lábkompatibilis volt az Intel Pentiumokkal, ami lehetővé tette felhasználását a széles körben elterjedt Socket 7 aljzattal ellátott alaplapokban. Elődeihez, az AMD K5, Nx586, és Nx686 processzorokhoz hasonlóan a K6-os is dinamikus pufferelt mikroutasítás-szekvenciákká fordítja le futás közben az x86-os utasításokat. A K6-os egy későbbi változata, a K6-2, további lebegőpontos SIMD utasításkészlet-bővítést kapott, amely a 3DNow! nevet kapta.
A K6-ot 1997 áprilisában bocsátották ki, ekkor a processzor órajele 166 és 200 MHz volt. Ezt követte a 233 MHz-es változat, még ugyanebben az évben. Kezdetben az AMD K6 processzorokra a Pentium II-alapú teljesítményértékelési módszert alkalmazták (PR2). A PR2 teljesítménybecslést később elvetették, mivel ez pontosan ugyanazt a becsült frekvenciaértéket adta ki, mint a processzor valódi órajelfrekvenciája. A 266 MHz-es verziójú csip kibocsátása 1998 második negyedévére húzódott, amikorra az AMD be tudta vezetni a 0,25 mikrométeres gyártási folyamatot. Az alacsonyabb feszültség és a magasabb frekvenciaszorzó azt eredményezte, hogy a K6-266 nem volt 100%-osan kompatibilis néhány Socket 7-es alaplappal, akár csak a későbbi K6-2 processzorok sem. A K6 típus végső modellje az 1998 májusában megjelent 300 MHz-es egység volt.
Sokan úgy tartják, hogy a NexGen felvásárlása és az új K6-os processzor megalkotása adta meg azt a lökést az AMD-nek, ami által képes volt versenyben maradni a mikroprocesszorok piacán és konkurálni tudott az Intel Pentium II-es processzorával, ugyanis saját K6-os tervezetének jellemzői elmaradtak a NexGen terveitől.

## Modellek

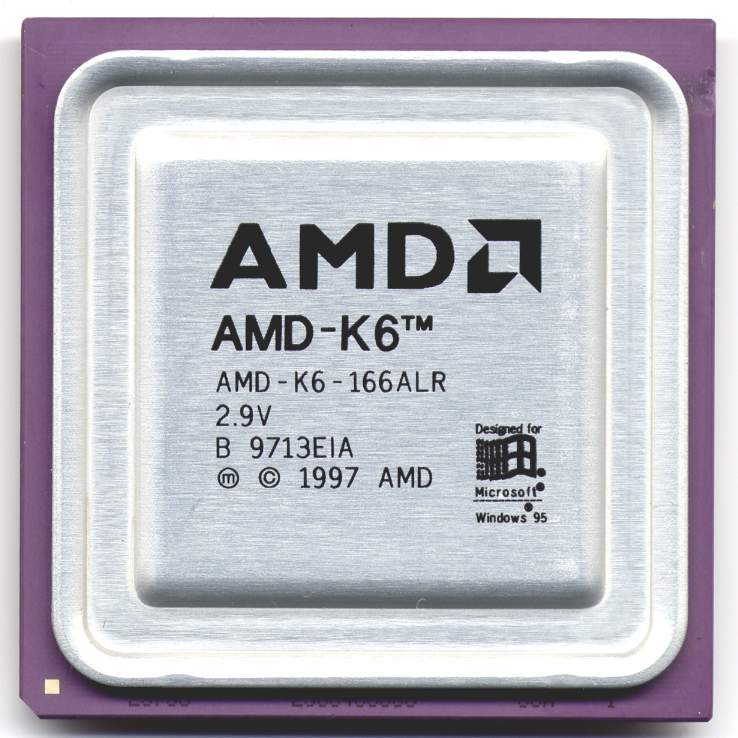
Az eredeti K6 (Model 6)

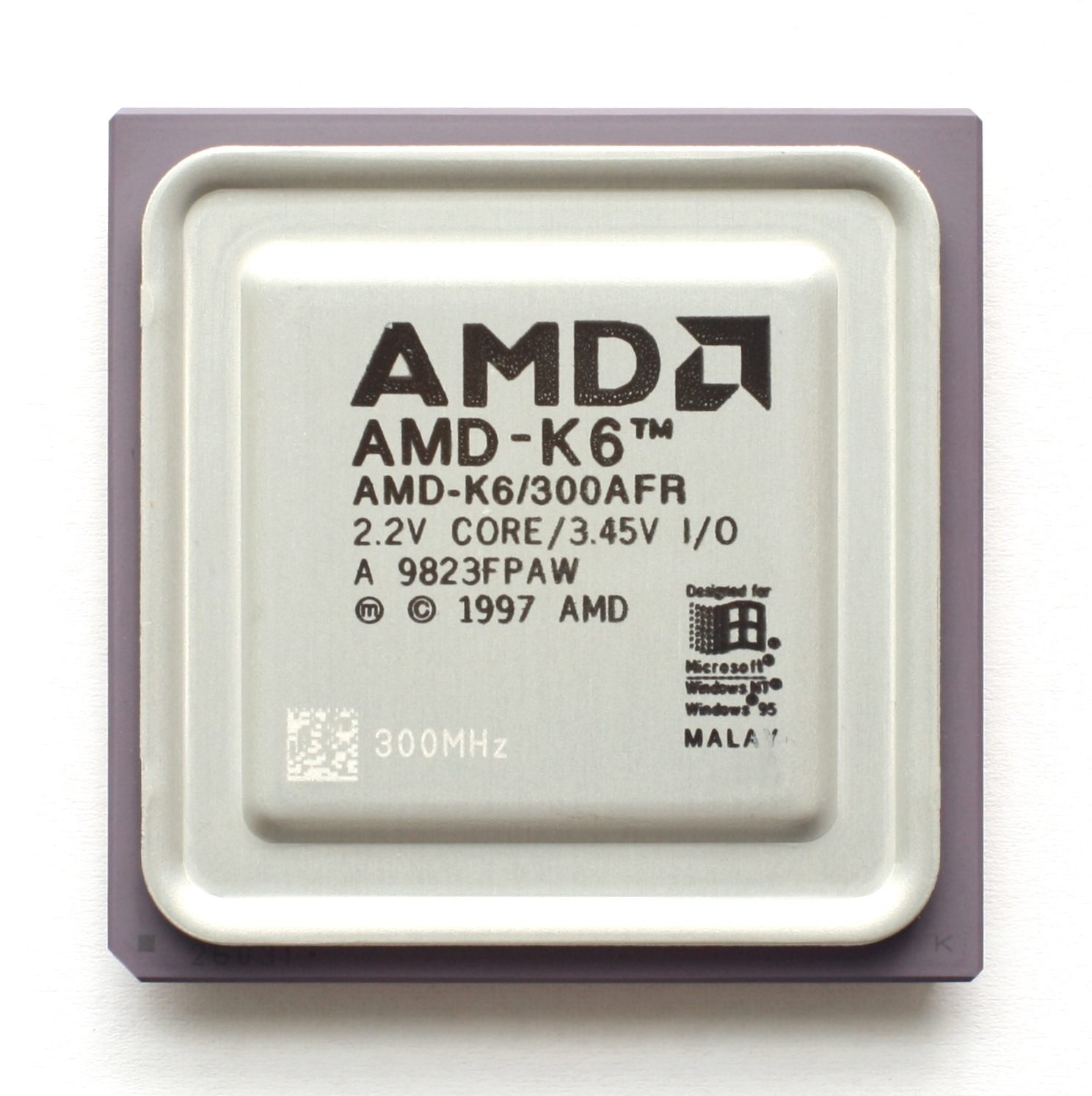
K6 "Little Foot" (Model 7)

### K6 (Model 6)
- 8,8 millió tranzisztor, 350 nm-es technológia
- L1 gyorsítótár: 32 + 32 KiB (adat + utasítás)
- MMX
- Socket 7
- Front-side bus: 66 MHz
- Kibocsátva: 1997. április 2.
- VCore (magfeszültség): 2,9 V (166/200) 3,2/3,3 V (233)
- Órajelek: 166, 200, 233 MHz

### K6 "Little Foot" (Model 7)
- CPUID: Family 5, Model 7, Stepping 0
- 8,8 millió tranzisztor, 250 nm-es technológia
- L1 gyorsítótár: 32 + 32 KiB (adat + utasítás)
- MMX
- Socket 7
- Front-side bus: 66 MHz
- Kibocsátva: 1998. január 6.
- VCore: 2,2 V
- Órajelek: 200, 233, 266, 300 MHz

## Fordítás
Ez a szócikk részben vagy egészben  az   AMD K6 című angol Wikipédia-szócikk ezen változatának fordításán alapul.  Az eredeti cikk szerkesztőit annak laptörténete sorolja fel. Ez a jelzés csupán a megfogalmazás eredetét és a szerzői jogokat jelzi, nem szolgál a cikkben szereplő információk forrásmegjelöléseként.